# Canadees kampioenschap wielrennen op de weg
Het Canadees kampioenschap wielrennen op de weg is een jaarlijkse wielerwedstrijd op de weg in Canada. In dit kampioenschap rijden renners met de Canadese nationaliteit voor de nationale titel. Er wordt zowel een rit in lijn gereden als een tijdrit. Zowel bij de mannen als de vrouwen worden de kampioenschappen gereden. De kampioen draagt een trui in de kleuren van de vlag van Canada.
De wegwedstrijd voor mannen werd voor het eerst georganiseerd in 1959.

## Mannen

### Wegwedstrijd

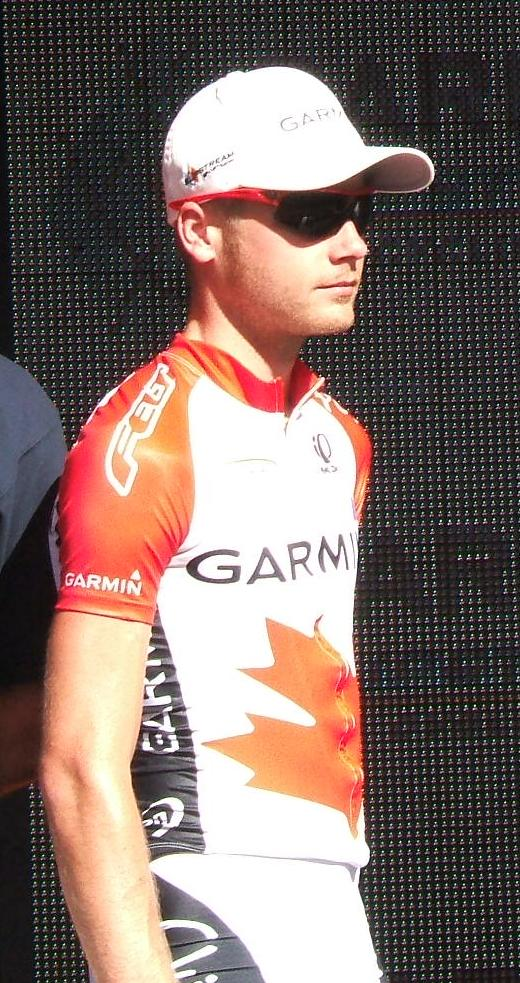
Christian Meier won in 2008

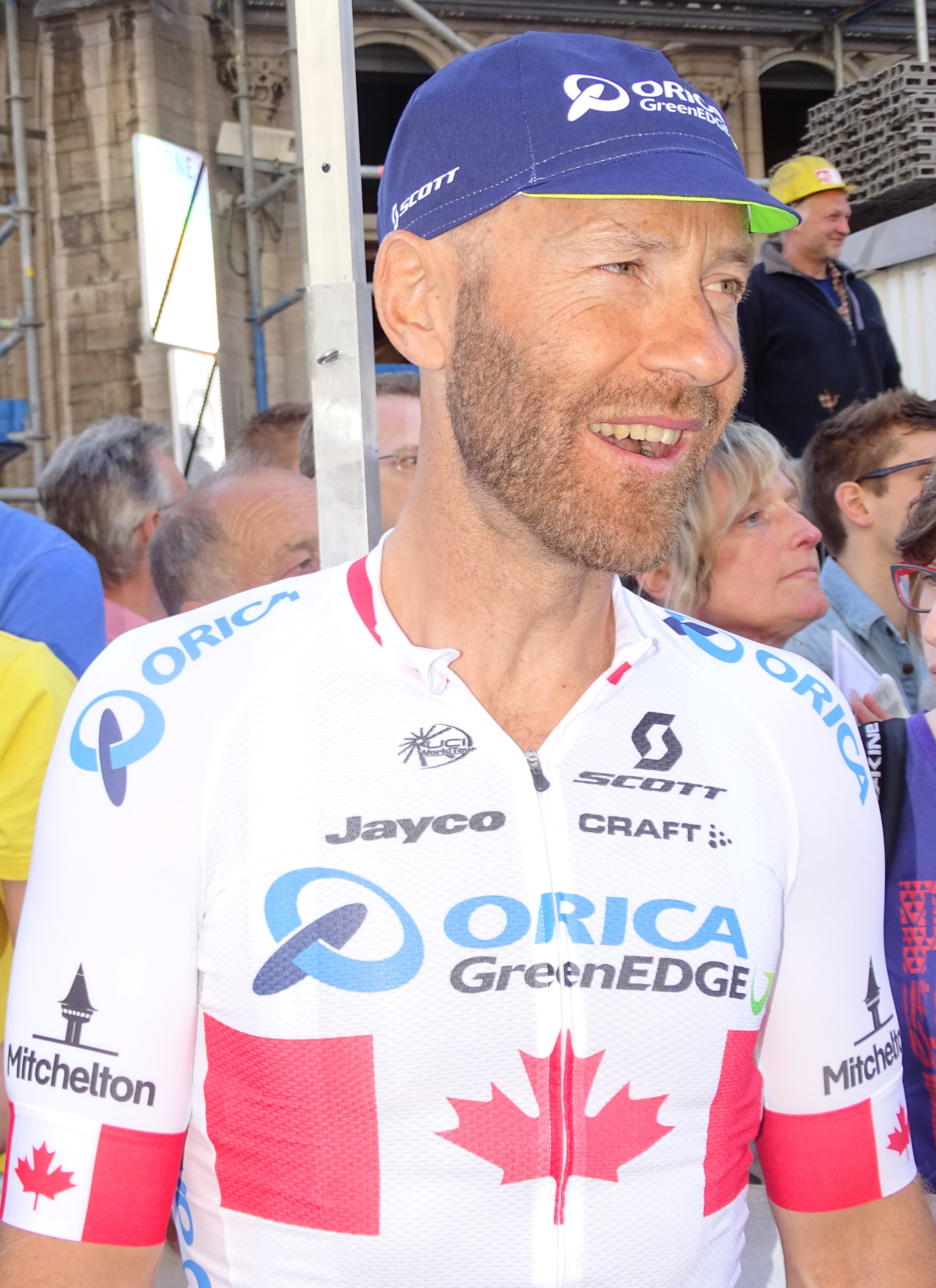
Svein Tuft won in 2011 en 2014

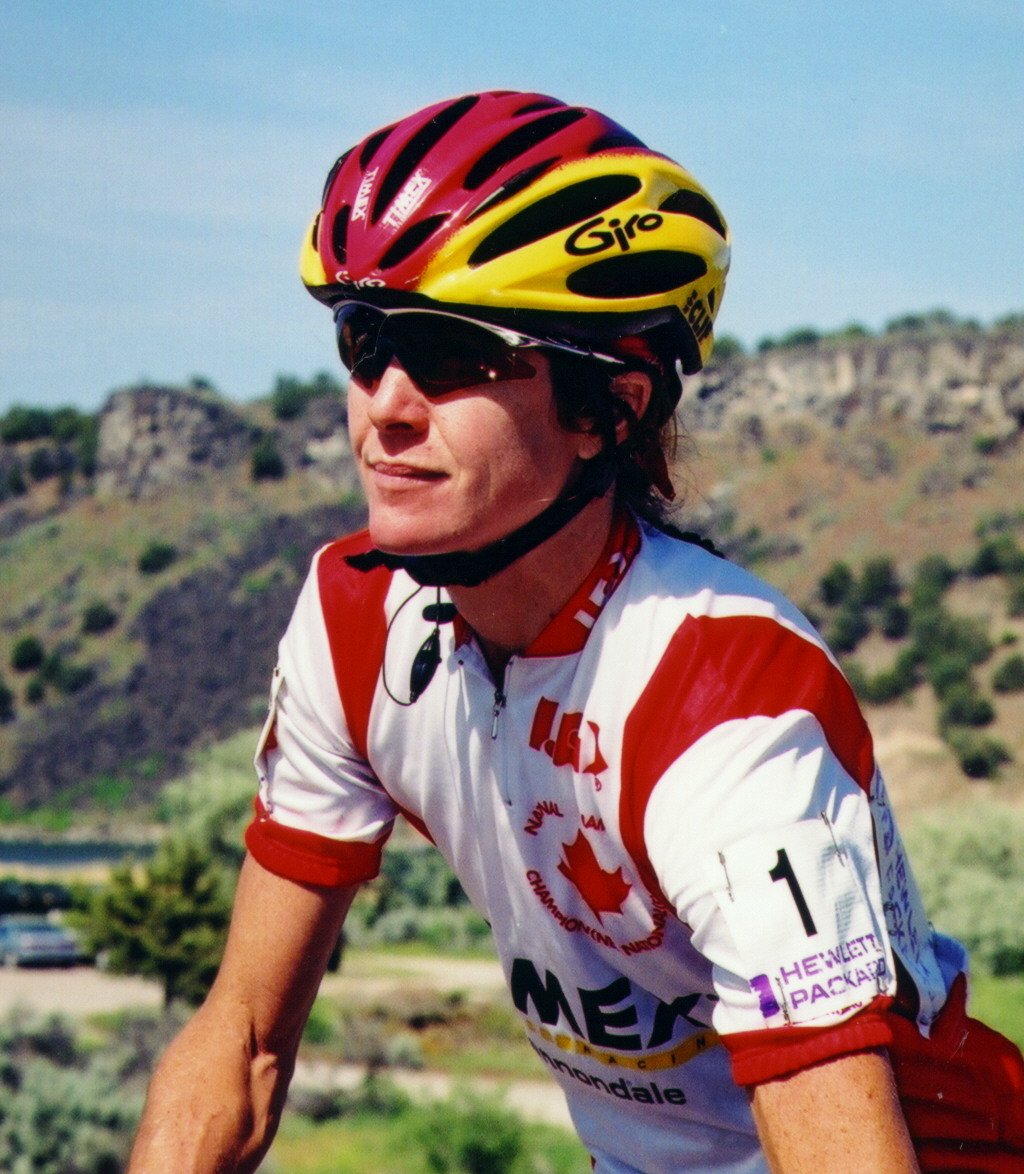
Linda Jackson won in 1995, 1997 en 1998

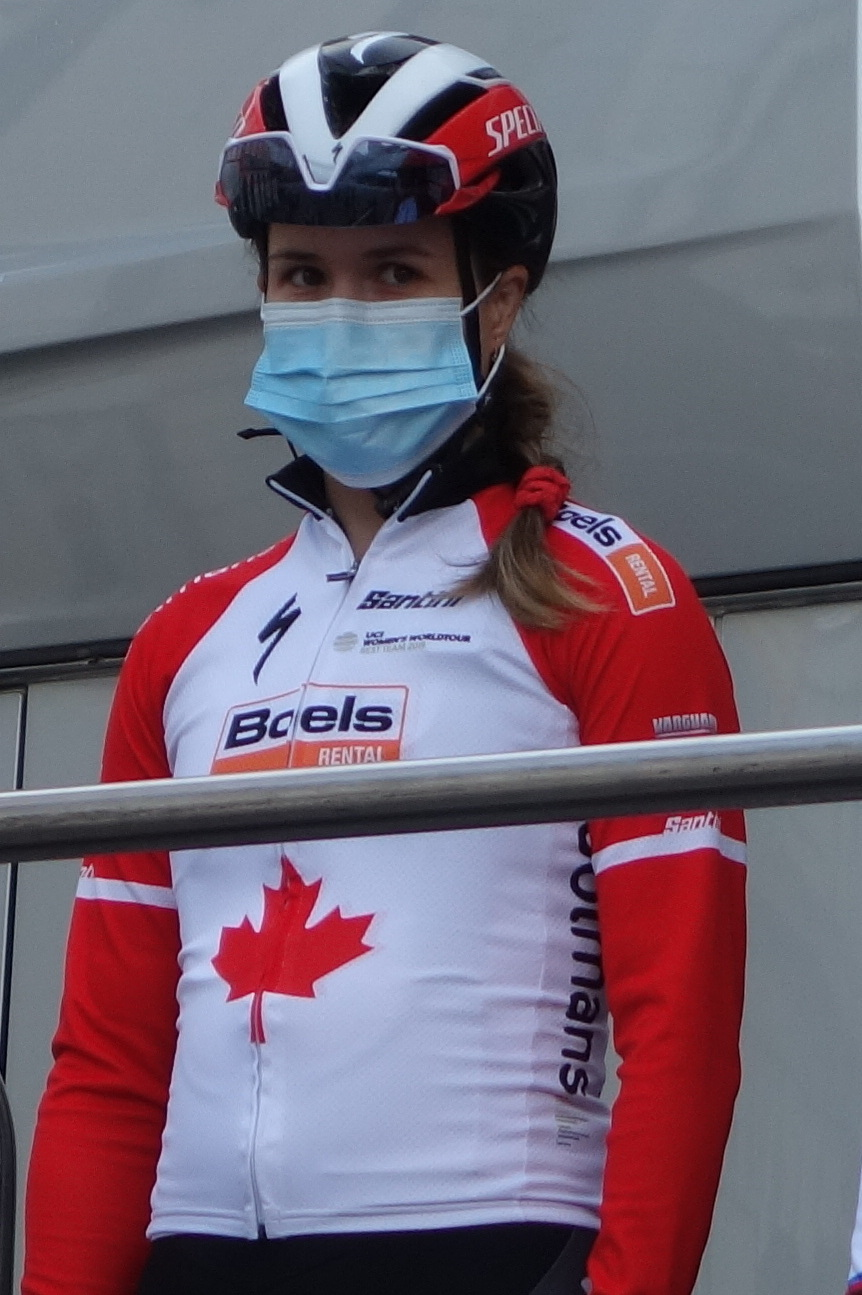
Karol-Ann Canuel won in 2019

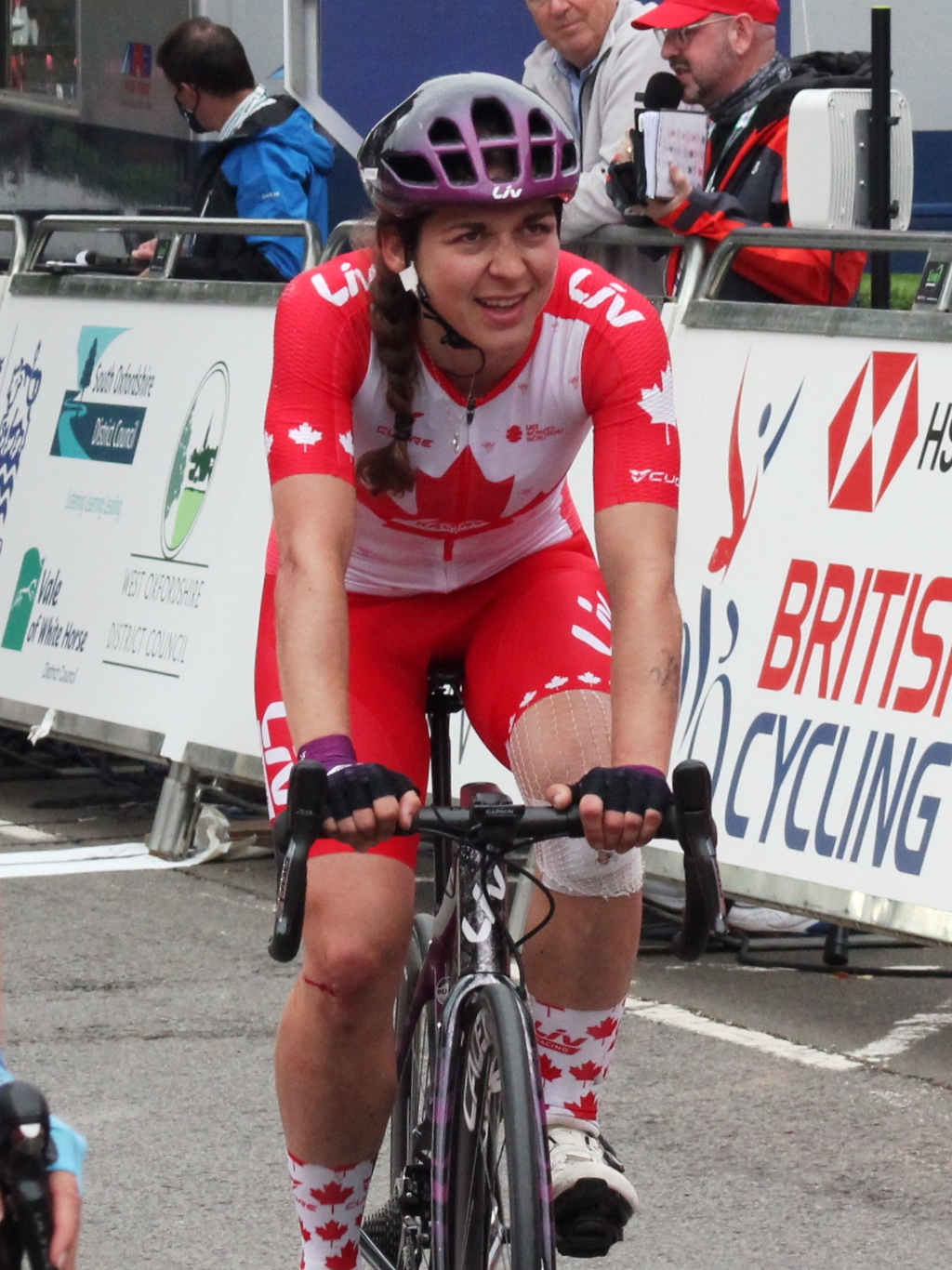
Alison Jackson won in 2021 en 2023

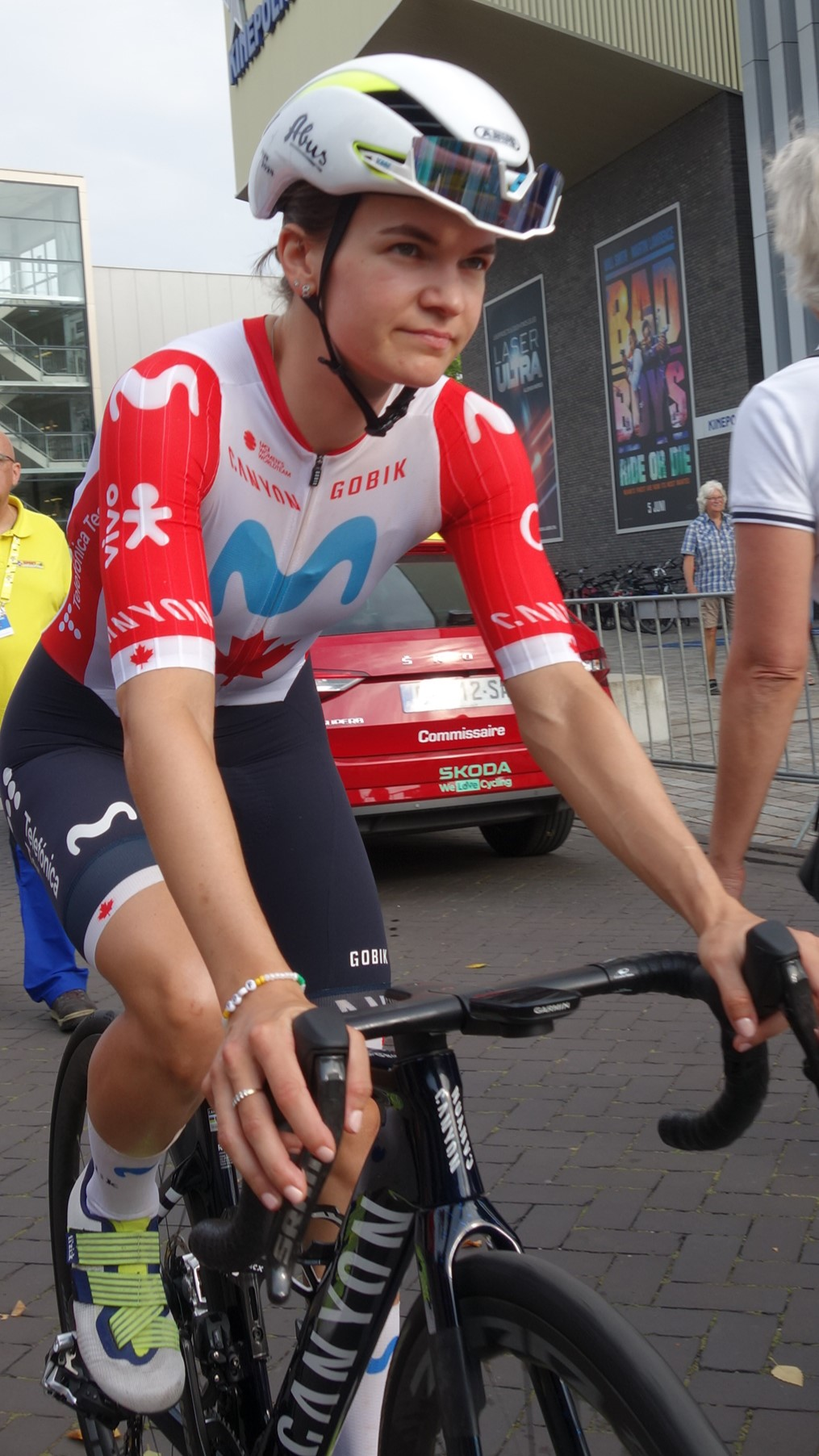
Olivia Baril won in 2024

| Jaar | Goud                | Zilver             | Brons                 |
| ---- | ------------------- | ------------------ | --------------------- |
| 1959 | Egidio Bolzon       |                    |                       |
| 1960 | Alessandro Messina  |                    |                       |
|      |                     |                    |                       |
| 1962 | Egidio Bolzon       |                    |                       |
| 1963 | Sammy Watson        |                    |                       |
| 1964 | Giacomo Segat       |                    |                       |
|      |                     |                    |                       |
| 1966 | Paolo Mori          |                    |                       |
| 1967 | Stu Mapp            |                    |                       |
| 1968 | Joe Jones           |                    |                       |
| 1969 | Horst Stuewe        |                    |                       |
| 1970 | Max Grace           |                    |                       |
| 1971 | Max Grace           |                    |                       |
| 1972 | Max Grace           |                    |                       |
| 1973 | Norman Lowe         |                    |                       |
| 1974 | Jocelyn Lovell      |                    |                       |
| 1975 | Brian Keast         |                    |                       |
| 1976 | Pierre Harvey       |                    |                       |
| 1977 | Ron Hayman          |                    |                       |
| 1978 | Norman Saint-Aubin  |                    |                       |
|      |                     |                    |                       |
| 1980 | Bernie Willock      |                    |                       |
| 1981 | Steve Bauer         |                    |                       |
| 1982 | Steve Bauer         |                    |                       |
| 1983 | Steve Bauer         |                    |                       |
| 1984 | Andrew Hansen       |                    |                       |
| 1985 | Gervais Rioux       |                    |                       |
| 1986 | Eon D'Ornellas      |                    |                       |
| 1987 | Gervais Rioux       |                    |                       |
| 1988 | Brian Walton        |                    |                       |
| 1989 | P. Rygielski        |                    |                       |
| 1990 | Colin Davidson      |                    |                       |
| 1991 | Todd McNutt         |                    |                       |
| 1992 | Scott Price         |                    |                       |
| 1993 | Matthew Anand       |                    |                       |
| 1994 | Czeslaw Lukaszewicz |                    |                       |
| 1995 | Matthew Anand       |                    |                       |
| 1996 | Steve Rover         | Eric Wohlberg      | Jean-Sébastien Béland |
| 1997 | Czeslaw Lukaszewicz | Eric Wohlberg      | Matthew Anand         |
| 1998 | Mark Walters        | Brian Walton       | Czeslaw Lukaszewicz   |
| 1999 | Czeslaw Lukaszewicz | Matthew Anand      | Sylvain Beauchamp     |
| 2000 | Czeslaw Lukaszewicz | Gordon Fraser      | Brian Walton          |
| 2001 | Mark Walters        | Michael Barry      | Min Van Velzen        |
| 2002 | Andrew Randell      | Dominique Perras   | Antoine Varghese      |
| 2003 | Dominique Perras    | Mark Walters       | Eric Wohlberg         |
| 2004 | Gordon Fraser       | Svein Tuft         | Alexandre Lavallée    |
| 2005 | François Parisien   | Eric Wohlberg      | Dominique Perras      |
| 2006 | Dominique Rollin    | Svein Tuft         | Dominique Perras      |
| 2007 | Cameron Evans       | Andrew Randell     | Dominique Perras      |
| 2008 | Christian Meier     | Bruno Langlois     | Jacob Erker           |
| 2009 | Guillaume Boivin    | André Tremblay     | Andrew Hunt           |
| 2010 | Will Routley        | Andrew Randell     | Bruno Langlois        |
| 2011 | Svein Tuft          | Will Routley       | Zachary Bell          |
| 2012 | Ryan Roth           | Michael Barry      | Marsh Cooper          |
| 2013 | Zachary Bell        | Ryan Anderson      | Antoine Duchesne      |
| 2014 | Svein Tuft          | Ryan Roth          | Christian Meier       |
| 2015 | Guillaume Boivin    | Ryan Anderson      | Ryan Roth             |
| 2016 | Bruno Langlois      | Benjamin Perry     | Will Routley          |
| 2017 | Matteo Dal-Cin      | Marc-Antoine Soucy | Pier-André Coté       |
| 2018 | Antoine Duchesne    | Benjamin Perry     | Nigel Ellsay          |
| 2019 | Adam de Vos         | Nigel Ellsay       | Nickolas Zukowsky     |
|      |                     |                    |                       |
| 2021 | Guillaume Boivin    | Antoine Duchesne   | Derek Gee             |
| 2022 | Pier-André Coté     | Guillaume Boivin   | Benjamin Perry        |
| 2023 | Nickolas Zukowsky   | Philippe Jacob     | Nicolas Rivard        |
| 2024 | Michael Woods       | Pier-André Côté    | Carson Miles          |
| 2025 | Derek Gee           | Hugo Houle         | Michael Leonard       |

### Tijdrit

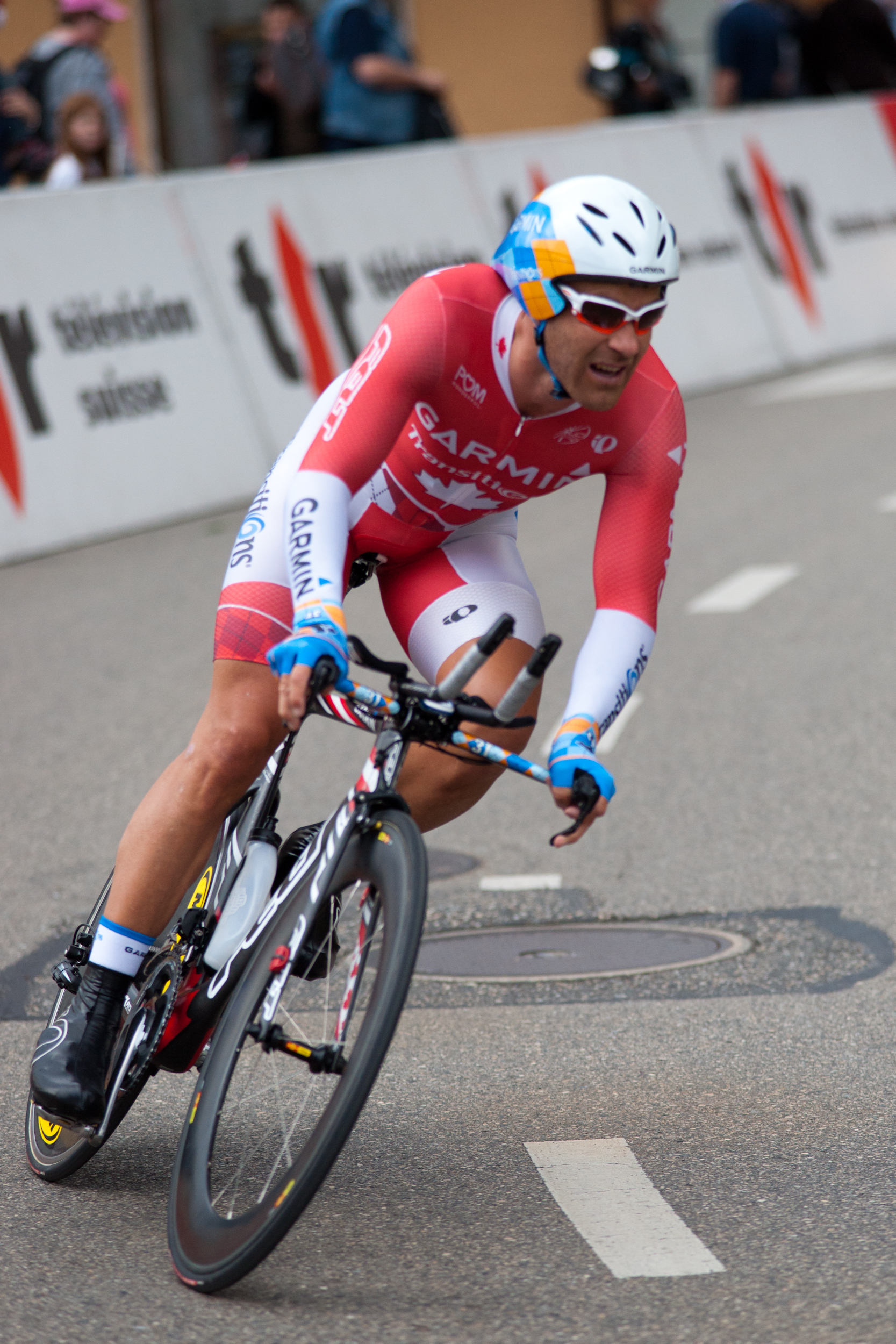
Svein Tuft won elf keer

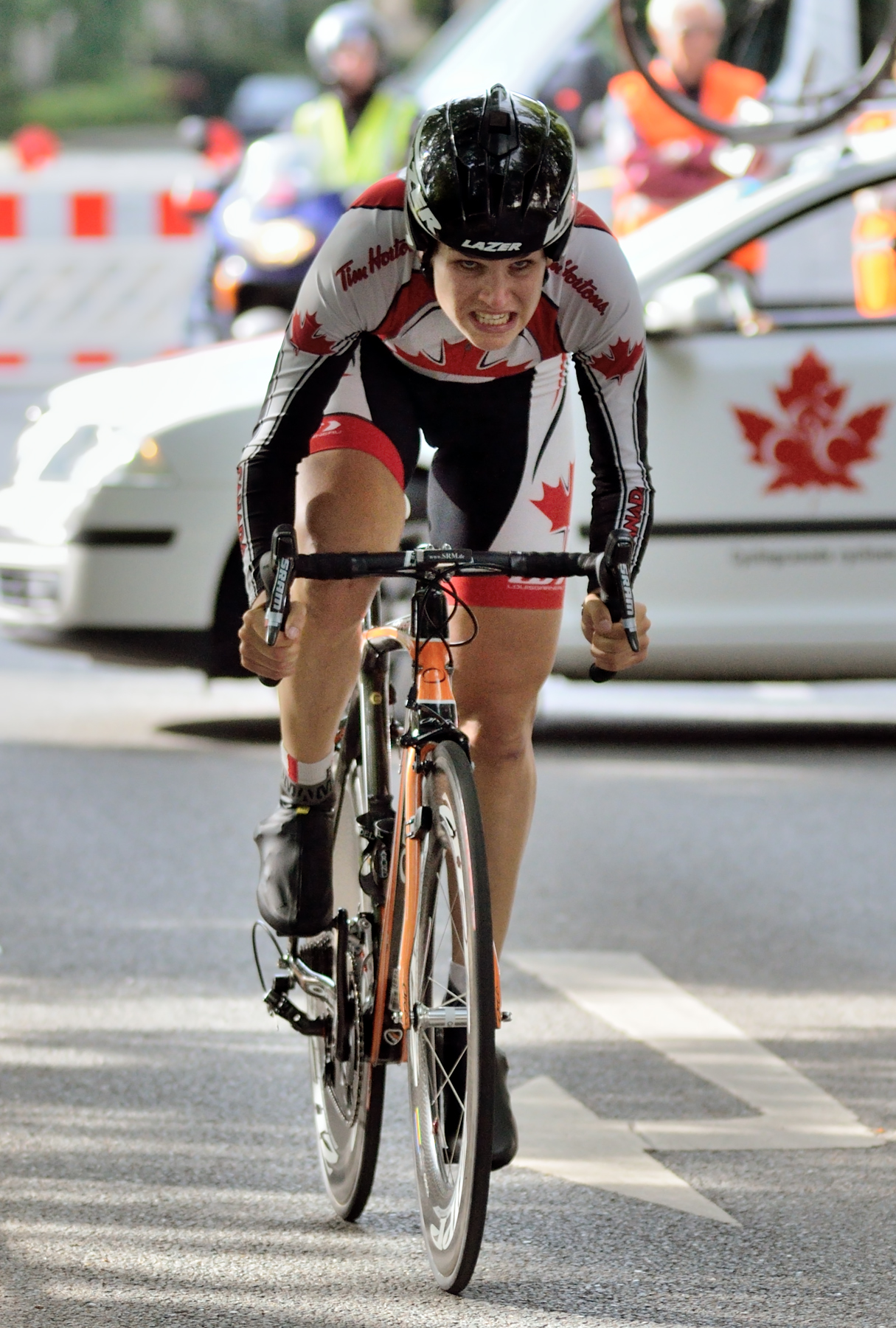
Joëlle Numainville won in 2013

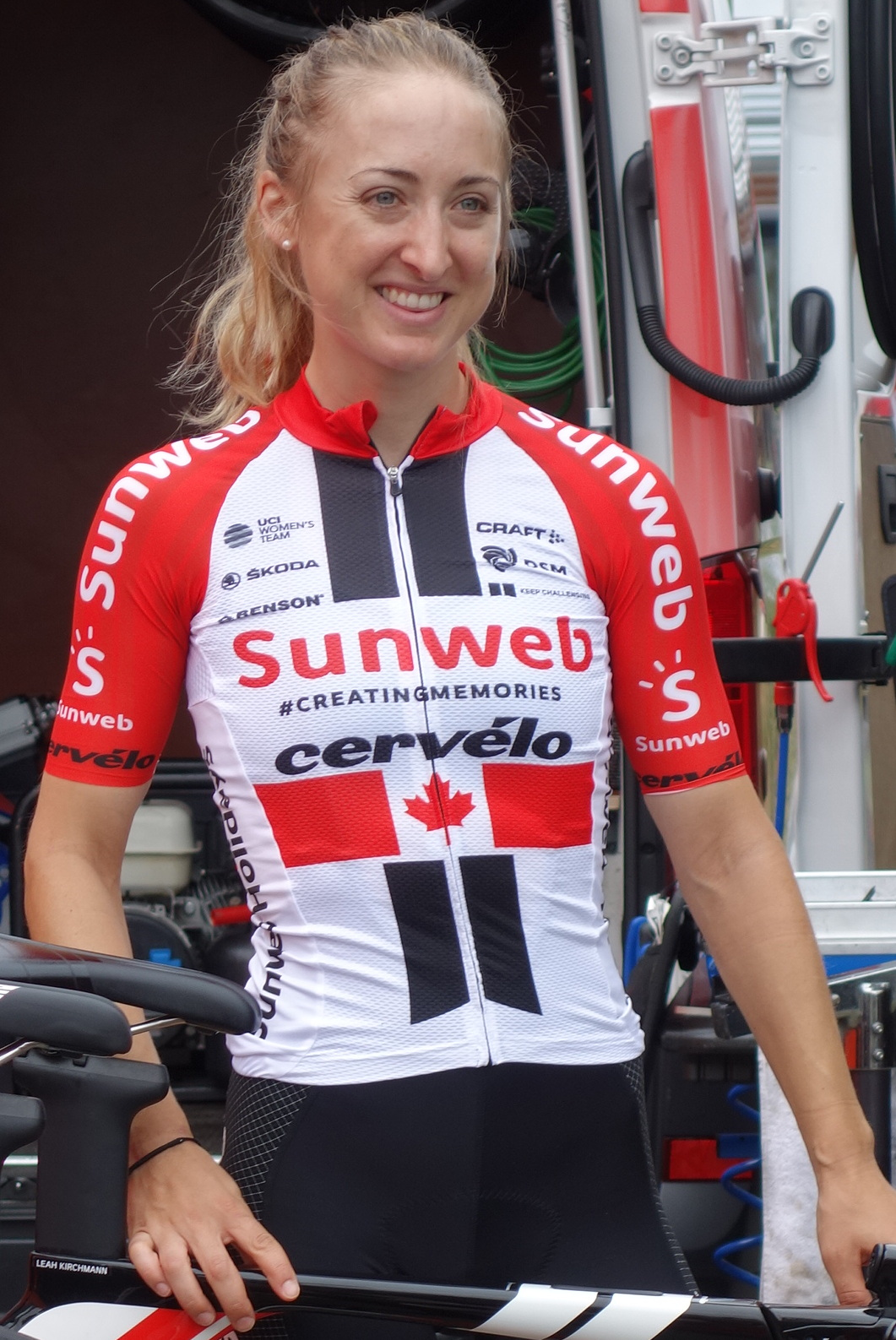
Leah Kirchmann won in 2014, '18 en '19

| Jaar | Goud            | Zilver             | Brons                 |
| ---- | --------------- | ------------------ | --------------------- |
| 1966 | Andre Cloutier  |                    |                       |
| 1967 | Barry Harvey    |                    |                       |
| 1968 | Barry Harvey    |                    |                       |
| 1969 | Jocelyn Lovell  |                    |                       |
| 1970 | Jocelyn Lovell  |                    |                       |
| 1971 | Jocelyn Lovell  |                    |                       |
| 1972 | Frank Ludtke    |                    |                       |
| 1973 | Jocelyn Lovell  |                    |                       |
| 1974 | Jocelyn Lovell  |                    |                       |
| 1975 | Jocelyn Lovell  |                    |                       |
| 1976 | Jocelyn Lovell  |                    |                       |
| 1977 | Jocelyn Lovell  |                    |                       |
| 1978 | Jocelyn Lovell  |                    |                       |
| 1979 | Gord Singleton  |                    |                       |
| 1980 | Jocelyn Lovell  |                    |                       |
|      |                 |                    |                       |
| 1992 | Curt Harnett    |                    |                       |
| 1993 | Jeff Barnes     |                    |                       |
| 1994 | Peter Wedge     |                    |                       |
| 1995 | Roland Green    |                    |                       |
| 1996 | Eric Wohlberg   |                    |                       |
| 1997 | Eric Wohlberg   | Brian Walton       | Jacques Landry        |
| 1998 | Eric Wohlberg   | Brian Walton       | Jacques Landry        |
| 1999 | Eric Wohlberg   | Brian Walton       | Peter Wedge           |
| 2000 | Eric Wohlberg   | Andrew Randell     | Min Van Velzen        |
| 2001 | Eric Wohlberg   | Svein Tuft         | Roland Green          |
| 2002 | Eric Wohlberg   | Alexandre Cloutier | Svein Tuft            |
| 2003 | Eric Wohlberg   | Svein Tuft         | Jean-François Laroche |
| 2004 | Svein Tuft      | Eric Wohlberg      | Darko Ficko           |
| 2005 | Svein Tuft      | Eric Wohlberg      | Ryder Hesjedal        |
| 2006 | Svein Tuft      | Ryder Hesjedal     | Eric Wohlberg         |
| 2007 | Ryder Hesjedal  | Svein Tuft         | Zachary Bell          |
| 2008 | Svein Tuft      | Ryan Roth          | Zachary Bell          |
| 2009 | Svein Tuft      | Christian Meier    | Zachary Bell          |
| 2010 | Svein Tuft      | Zachary Bell       | Ryan Roth             |
| 2011 | Svein Tuft      | Christian Meier    | David Veilleux        |
| 2012 | Svein Tuft      | Christian Meier    | Aaron Fillion         |
| 2013 | Curtis Dearden  | Christian Meier    | Alexander Cataford    |
| 2014 | Svein Tuft      | Hugo Houle         | Ryan Roth             |
| 2015 | Hugo Houle      | Ryan Roth          | Christian Meier       |
| 2016 | Ryan Roth       | Alexander Cataford | Svein Tuft            |
| 2017 | Svein Tuft      | Nigel Ellsay       | Rob Britton           |
| 2018 | Svein Tuft      | Rob Britton        | Alexander Cataford    |
| 2019 | Rob Britton     | Svein Tuft         | Adam Roberge          |
|      |                 |                    |                       |
| 2021 | Hugo Houle      | Alexander Cowan    | Derek Gee             |
| 2022 | Derek Gee       | Matteo Dal-Cin     | Pier-André Coté       |
| 2023 | Derek Gee       | Nickolas Zukowsky  | Matteo Dal-Cin        |
| 2024 | Pier-André Côté | Carson Miles       | Edward Ouellet        |
| 2025 | Michael Leonard | Derek Gee          | Pier-André Coté       |

## Vrouwen

### Wegwedstrijd
| Jaar | Goud                 | Zilver               | Brons              |
| ---- | -------------------- | -------------------- | ------------------ |
| 1974 | Freance Richer       |                      |                    |
| 1975 | Karen Strong         |                      |                    |
| 1976 | Karen Strong         |                      |                    |
| 1977 | Sylvia Burka         |                      |                    |
| 1978 | Sylvia Burka         |                      |                    |
|      |                      |                      |                    |
| 1980 | Sylvia Burka         |                      |                    |
| 1981 | Karen Strong         |                      |                    |
| 1982 | Karen Strong         |                      |                    |
| 1983 | Marie-Claude Audet   |                      |                    |
| 1984 | Geneviève Brunet     |                      |                    |
| 1985 | Barb Lang            |                      |                    |
| 1986 | Sara Neil            |                      |                    |
|      |                      |                      |                    |
| 1989 | Laurel Zike          |                      |                    |
| 1990 | Alison Sydor         | Maria Hawkins        | Sara-Louise Neil   |
| 1991 | Alison Sydor         | Denise Kelly         | Maria Hawkins      |
| 1992 | Clara Hughes         | Susan Palmer-Komar   | Linda Jackson      |
| 1993 | Alison Sydor         | Clara Hughes         | Megan McKenna      |
| 1994 | Alison Sydor         | Leslie Tomlinson     | Clara Hughes       |
| 1995 | Linda Jackson        | Susan Palmer-Komar   | Alison Sydor       |
| 1996 | Susan Palmer-Komar   | Anne Samplonius      | Leigh Hobson       |
| 1997 | Linda Jackson        | Julia Farell         | Susan Palmer-Komar |
| 1998 | Linda Jackson        | Alison Sydor         | Lyne Bessette      |
| 1999 | Clara Hughes         | Lyne Bessette        | Sandy Espeseth     |
| 2000 | Sandy Espeseth       | Mélanie Nadeau       | Leigh Hobson       |
| 2001 | Lyne Bessette        | Sandy Espeseth       | Geneviève Jeanson  |
| 2002 | Katy Saint-Laurent   | Julie Pepin          | Sandy Espeseth     |
| 2003 | Geneviève Jeanson    | Lyne Bessette        | Susan Palmer-Komar |
| 2004 | Lyne Bessette        | Manon Jutras         | Erinne Willock     |
| 2005 | Geneviève Jeanson    | Erinne Willock       | Susan Palmer-Komar |
| 2006 | Alex Wrubleski       | Anne Samplonius      | Leigh Hobson       |
| 2007 | Gina Grain           | Marni Hambleton      | Moriah McGregor    |
| 2008 | Alex Wrubleski       | Leigh Hobson         | Felicia Gómez      |
| 2009 | Alison Testroete     | Gina Grain           | Merrill Collins    |
| 2010 | Joëlle Numainville   | Tara Whitten         | Alison Testroete   |
| 2011 | Véronique Fortin     | Lex Albrecht         | Erinne Willock     |
| 2012 | Denise Ramsden       | Clara Hughes         | Joëlle Numainville |
| 2013 | Joëlle Numainville   | Leah Kirchmann       | Lex Albrecht       |
| 2014 | Leah Kirchmann       | Denise Ramsden       | Leah Guloien       |
| 2015 | Joëlle Numainville   | Leah Kirchmann       | Jamie Gilgen       |
| 2016 | Annie Foreman-Mackey | Joëlle Numainville   | Leah Kirchmann     |
| 2017 | Allison Beveridge    | Kirsti Lay           | Alison Jackson     |
| 2018 | Katherine Maine      | Kinley Gibson        | Sara Bergen        |
| 2019 | Karol-Ann Canuel     | Leah Kirchmann       | Ariane Bonhomme    |
|      |                      |                      |                    |
| 2021 | Alison Jackson       | Maghalie Rochette    | Sara Poidevin      |
| 2022 | Maggie Coles-Lyster  | Alison Jackson       | Simone Boilard     |
| 2023 | Alison Jackson       | Olivia Baril         | Sarah van Dam      |
| 2024 | Olivia Baril         | Magdeleine Vallieres | Mara Roldan        |
| 2025 | Alison Jackson       | Alexandra Volstad    | Laury Milette      |

### Tijdrit
| Jaar | Goud               | Zilver             | Brons                 |
| ---- | ------------------ | ------------------ | --------------------- |
| 1974 | Judy Dietiker      |                    |                       |
| 1975 | Karen Strong       |                    |                       |
| 1976 | Sylvia Burka       |                    |                       |
| 1977 | Karen Strong       |                    |                       |
|      |                    |                    |                       |
| 1979 | Sylvia Burka       |                    |                       |
| 1980 | Carole Vanier      |                    |                       |
| 1981 | Karen Strong       |                    |                       |
| 1982 | Claudia Tohermes   |                    |                       |
|      |                    |                    |                       |
| 1986 | Sara Neil          |                    |                       |
|      |                    |                    |                       |
| 1992 | Tanya Dubnicoff    |                    |                       |
| 1993 | Clara Hughes       |                    |                       |
| 1994 | Clara Hughes       |                    |                       |
| 1995 | Clara Hughes       | Susan Palmer-Komar | Jennifer Morwen-Smith |
| 1996 | Linda Jackson      | Anne Samplonius    | Jennifer Morwen-Smith |
| 1997 | Linda Jackson      | Annie Gariepy      | Lyne Bessette         |
| 1998 | Linda Jackson      | Anne Samplonius    | Andrea Hannos         |
| 1999 | Clara Hughes       | Anne Samplonius    | Lyne Bessette         |
| 2000 | Clara Hughes       | Geneviève Jeanson  | Leah Goldstein        |
| 2001 | Lyne Bessette      | Geneviève Jeanson  | Leah Goldstein        |
| 2002 | Geneviève Jeanson  | Leah Goldstein     | Lyne Bessette         |
| 2003 | Lyne Bessette      | Geneviève Jeanson  | Manon Jutras          |
| 2004 | Susan Palmer-Komar | Lyne Bessette      | Merrill Collins       |
| 2005 | Susan Palmer-Komar | Geneviève Jeanson  | Felicia Gómez         |
| 2006 | Alex Wrubleski     | Anne Samplonius    | Jessica Spence        |
| 2007 | Anne Samplonius    | Lyne Bessette      | Leigh Hobson          |
| 2008 | Anne Samplonius    | Julie Beveridge    | Alex Wrubleski        |
| 2009 | Tara Whitten       | Anne Samplonius    | Laura Brown           |
| 2010 | Julie Beveridge    | Anne Samplonius    | Tara Whitten          |
| 2011 | Clara Hughes       | Tara Whitten       | Rhae Shaw             |
| 2012 | Clara Hughes       | Rhae Shaw          | Julie Beveridge       |
| 2013 | Joëlle Numainville | Anika Todd         | Jasmin Glaesser       |
| 2014 | Leah Kirchmann     | Jasmin Glaesser    | Anika Todd            |
| 2015 | Karol-Ann Canuel   | Jasmin Glaesser    | Leah Kirchmann        |
| 2016 | Tara Whitten       | Karol-Ann Canuel   | Joëlle Numainville    |
| 2017 | Karol-Ann Canuel   | Leah Kirchmann     | Sara Poidevin         |
| 2018 | Leah Kirchmann     | Karol-Ann Canuel   | Kirsti Lay            |
| 2019 | Leah Kirchmann     | Karol-Ann Canuel   | Marie-Soleil Blais    |
|      |                    |                    |                       |
| 2021 | Alison Jackson     | Marie-Soleil Blais | Gillian Ellsay        |
| 2022 | Paula Findlay      | Marie-Soleil Blais | Leah Kirchmann        |
| 2023 | Paula Findlay      | Olivia Baril       | Jenna Nestman         |
| 2024 | Paula Findlay      | Olivia Baril       | Sarah van Dam         |
| 2025 | Olivia Baril       | Julie Lacourciere  | Nadia Gontova         |